# 雀斑 (饶雪漫小说)
《雀斑》，2012年5月20日出版发行的饶雪漫最新的“青春疼痛系列”小说，书籍分为上下册，首印100万册。

## 内容
《雀斑》讲述两个90后少女阙薇和维维安在青春成长的岁月里，互相攻心斗智的故事，作者饶雪漫自叙为：“我写的都是事实，没有放大青春的疼痛。两个女主人公阙薇和维维安都不完美，她们会一直斗下去，但是谁的青春不会留下一些痕迹，就像脸上的雀斑，用尽办法，也擦不掉，洗不去，其实，最好的办法，要么是忽视它，要么是承认它美。”

## 主题
《雀斑》是以90后的真实生活为题材创作的小说，揭示了90后女生丰富的内心世界和情感活动。

## 相关
根据饶雪漫自己的话：“《雀斑》有续集，至于以后会有几部现在还不知道。不过这个系列之后，我不打算再写青春疼痛小说了。我写了差不多30年，写不动了，我需要休息，蛋蛋后（00后）的17岁，我是真的无法了解了！”《雀斑》和其续集将会是饶雪漫“青春疼痛系列”爱情小说的收工之作，写完之后就会封笔。

## 衍生作品
- 《雀斑》MV。[4]